# María Cecilia Barbetta

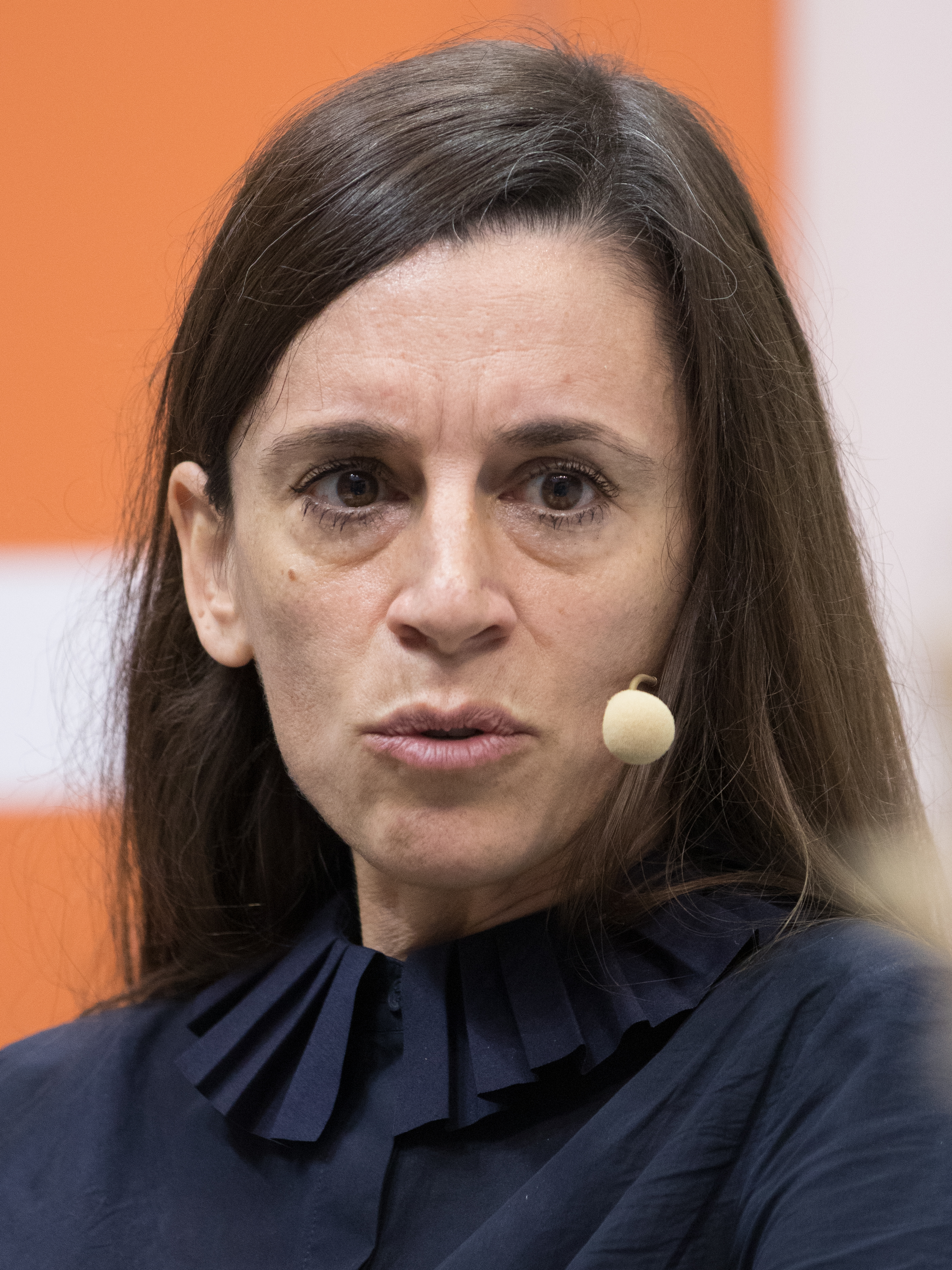
María Cecilia Barbetta en la Feria del Libro de Frankfurt en 2018

María Cecilia Barbetta (8 de julio de 1972 en Buenos Aires) es una escritora argentina que escribe en alemán. Ha sido galardonada con varios premios en Alemania, incluyendo la beca Alfred Döblin y el premio Aspekte-Literaturpreis. En 2018 fue galardonada con el premio Chamisso/Hellerau.

## Vida
Barbetta aprendió alemán como lengua extranjera en Argentina, en el Instituto Ballester, y se graduó posteriormente como profesora en el I.N.E.S. en Lenguas Vivas "Juan R. Fernández". En 1996 ganó una beca del Servicio Alemán de Intercambio Académico (DAAD) y se trasladó a Berlín, donde vive desde aquel entonces.   
Desde 2005 es una escritora independiente. En 2007 fue galardonada con la Beca Alfred Döblin por la Academia de las Artes de Alemania. Fue parte del taller de autor Prosa del Coloquio Literario en Berlín. Taller de reformas de ropa 'Los Milagros'  fue su primera novela.  
Desde 2011 es miembro del Club PEN de Alemania. En 2008 ganó el premio Aspekte-Literaturpreis.  
En 2018 ganó el premio Chamisso/Hellerau.  
Barbetta escribe en alemán.  

## Trabajos
- Änderungsschneiderei Los Milagros. Fischer, Frankfurt am Main 2008, ISBN 978-3-10-004210-1. OCLC 665162339 OCLC   665162339.

- María Cecilia Barbetta; Beatrice von Bismarck; traductor Brian Currid Miguel Rothschild Alemania: Hatje Cantz, 2015. ISBN 9783775740241, OCLC 910103377.

- Nachtleuchten Roman. Fischer, Frankfurt am Main 2018, ISBN 9783103972894, OCLC 1090608051.